# Polnisch-Sowjetischer Gebietsaustausch
Der Polnisch-Sowjetische Gebietsaustausch im Jahre 1951 war der größte Gebietsaustausch zwischen der Republik Polen und der Sowjetunion. Er umfasste ein Gebiet von 480 Quadratkilometern, die zwischen den beiden Ländern ausgetauscht wurden.

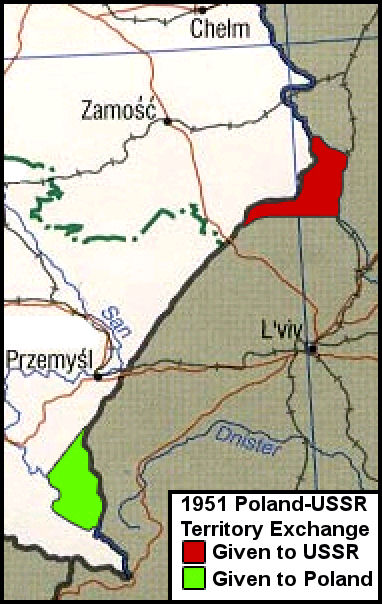
Karte mit den ausgetauschten Gebieten, rot = von Polen abgetretenes Gebiet, grün = von der Sowjetunion abgetretenes Gebiet

Nach der Westverschiebung Polens im Jahre 1945 blieb die polnische Ostgrenze mit der Ausnahme des Dorfes Medyka, welches 1948 an Polen zurückgegeben wurde, im Wesentlichen bestehen. Durch den Fund umfangreicher Kohlevorkommen in der Flussbiegung des Bugs entstand jedoch auf sowjetischer Seite ein starkes Interesse an dem Gebiet zwischen Bug und dem Flüsschen Solokija. Auf sowjetischen Druck kam es zu Verhandlungen mit Polen, in deren Folge am 15. Februar 1951 ein Vertrag über den Gebietsaustausch zwischen beiden Staaten unterzeichnet wurde. Dabei wurden folgende Gebiete getauscht:
- von der Sowjetunion an Polen: Teile der Oblast Drohobytsch mit der Stadt Ustrzyki Dolne (Устрики Долішні Ustryky Dolischni) sowie den Gminas Czarna (Чорна Tschorna), Lutowiska (Шевченко Schewtschenko), Krościenko, Bandrów Narodowy, Bystre und Liskowate.

- von Polen an die Sowjetunion: Teile der Woiwodschaft Lublin mit den (heute teilweise ehemaligen) Städten:

Bels/Белз (Bełz), Uhniw/Угнів (Uhnów), Tscherwonohrad/Червоноград (Krystynopol), Warjasch/Варяж (Waręż), Chorobriw/Хоробрів (Chorobrów), die Siedlung städtischen Typs Schwyrka/Жвирка (Żwirka)
sowie folgende Dörfer:
- Piddubne/Піддубне (Poddębce)
- Mychajliwka/Михайлівка (Michałówka)
- Sastawne/Заставне (Zastawie)
- Kortschiw/Корчів (Korczów)
- Stajiwka/Стаївка (Staje)
- Sabolottja/Заболоття (Zabłocie)
- Schuscheljany/Жужеляни (Żużel)
- Peremyslowytschi/Перемисловичі (Przemysłów)
- Sebetschiw/Себечів (Siebieczów)
- Werbowe/Вербове (Wierzbiąż)
- Zebliw/Цеблів (Cebłów)
- Hluchiw/Глухів (Głuchów)
- Murowane/Муроване (Żabcze Murowane)
- Ostriw/Острів (Ostrów)
- Borjatyn/Борятин (Boratyn)
- Dobrjatschyn/Добрячин (Dobraczyn)
- Rudka/Рудка (Madziarki)
- Sawyschen/Завишень (Zawisznia)
- Leschkiw/Лешків (Leszczków)
- Lubniwka/Лубнівка (Łubów)
- Russyn/Русин (Rusin)
- Bojanytschi/Бояничі (Bojanice)
- Hatkiwka/Гатківка (Hatowice)
- Konotopy/Конотопи
- Nynowytschi/Ниновичі (Mianowice)
- Huta/Гута (Moszków)
- Nismytschi/Нісмичі (Nuśmice)
- Opilsko/Опільсько (Opulsko)
- Sawtschyn/Савчин (Sawczyn)
- Starhorod/Старгород (Starogród)
- Tudorkowytschi/Тудорковичі (Tudorkowice)
- Uhryniw/Угринів (Uhrynów)
- Wojslawytschi/Войславичі (Wojsławice)
- Teljasch/Теляж (Cieląż)
- Ulwiwok/Ульвівок (Ulwówek)
- Pissotschne/Пісочне (Piaseczno)